# Marinko Stantić
Marinko Stantić (Subotica, 24. travnja 1974.) je hrvatski teolog.

## Životopis
Kao treće od četvero djece, djetinjstvo provodi u Tavankutu kod Subotice, gdje završava osnovnu školu. Nakon završene srednje strojarske škole odlučuje se na studij teologije. Kao bogoslov Subotičke biskupije odlazi na studij u Zagreb, gdje na Filozofsko-teološkom institutu Družbe Isusove diplomira 1999. god. Te iste godine biva zaređen za svećenika te nastavlja postdiplomski studij u Rimu gdje 2002. magistrira, a 2004. god. doktorira iz oblasti pastoralne teologije na temu Inkulturacija vjere kroz pučku pobožnost bunjevačkih Hrvata. Po povratku sa studija obnaša dužnost kapelana u Adi i Horgošu, da bi 2005. god. bio imenovan povjerenikom za mlade Subotičke biskupije. Te godine osniva i Festival hrvatskih duhovnih pjesama – HosanaFest, da bi 2007. otvorio Humanitarno-terapijsku zajednicu za pomoć ovisnicima – Hosana, koja je djelovala do 2015. godine. Osnivač je vokalno-instrumentalnih sastava "Proroci" iz Subotice (2005), "Amos" iz Sombora (2006), "Noa" iz Subotice (2016). Glavni je urednik časopisa Hosana, koji je pokrenuo 2010. godine, kao glasilo spomenute Zajednice. Za župnika u župama Uzvišenje sv. križa, te sv. Nikole Tavelića u Somboru, imenovan je 2006. god. Godine 2016. biva premješten u Suboticu, u župu Marija Majka Crkve, s pripadajućim svetištem na Bunariću. Te iste godine pokreće i reklamni časopis Bunarić. Godine 2021. premješten je za župnika i dekana u Bač, u župu Sv. Pavla, s pripadajućom župom Sv. Jakova, apostola u Plavnoj.

## Publikacije
Od publikacija je 2006. godine objavio knjigu Uvod u pastoralnu teologiju (u suradnji s dr. Mihályem Szentmártonijem) te 2010. godine vlastitu doktorsku disertaciju Inkulturacija vjere kroz pučku pobožnost bunjevačkih Hrvata. Zbirku teoloških razmišljanja, pod nazivom Moje misli k Nebu lete, objavljuje 2016. god. Vlastita razmišljanja nad Kristovom mukom i smrću, pod nazivom S Kristovim križem - križni put, objavljuje 2020. godine. Godinu kasnije objavljuje zbirku svojih igrokaza pod nazivom Bogu na slavu, ljudima na radost.

## Vanjske poveznice
- Duhovnost.net – Marinko Stantić  Arhivirana inačica izvorne stranice od 3. lipnja 2021. (Wayback Machine)